# Winnica

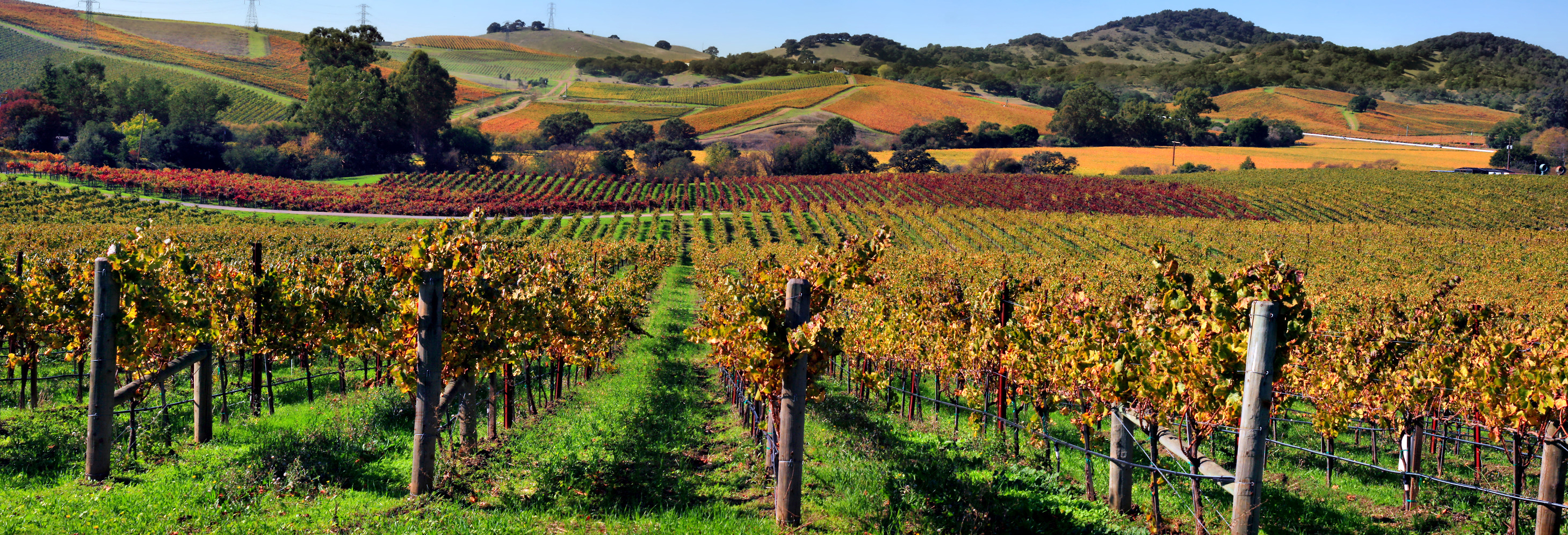
Winnica w Napa Valley w Kalifornii

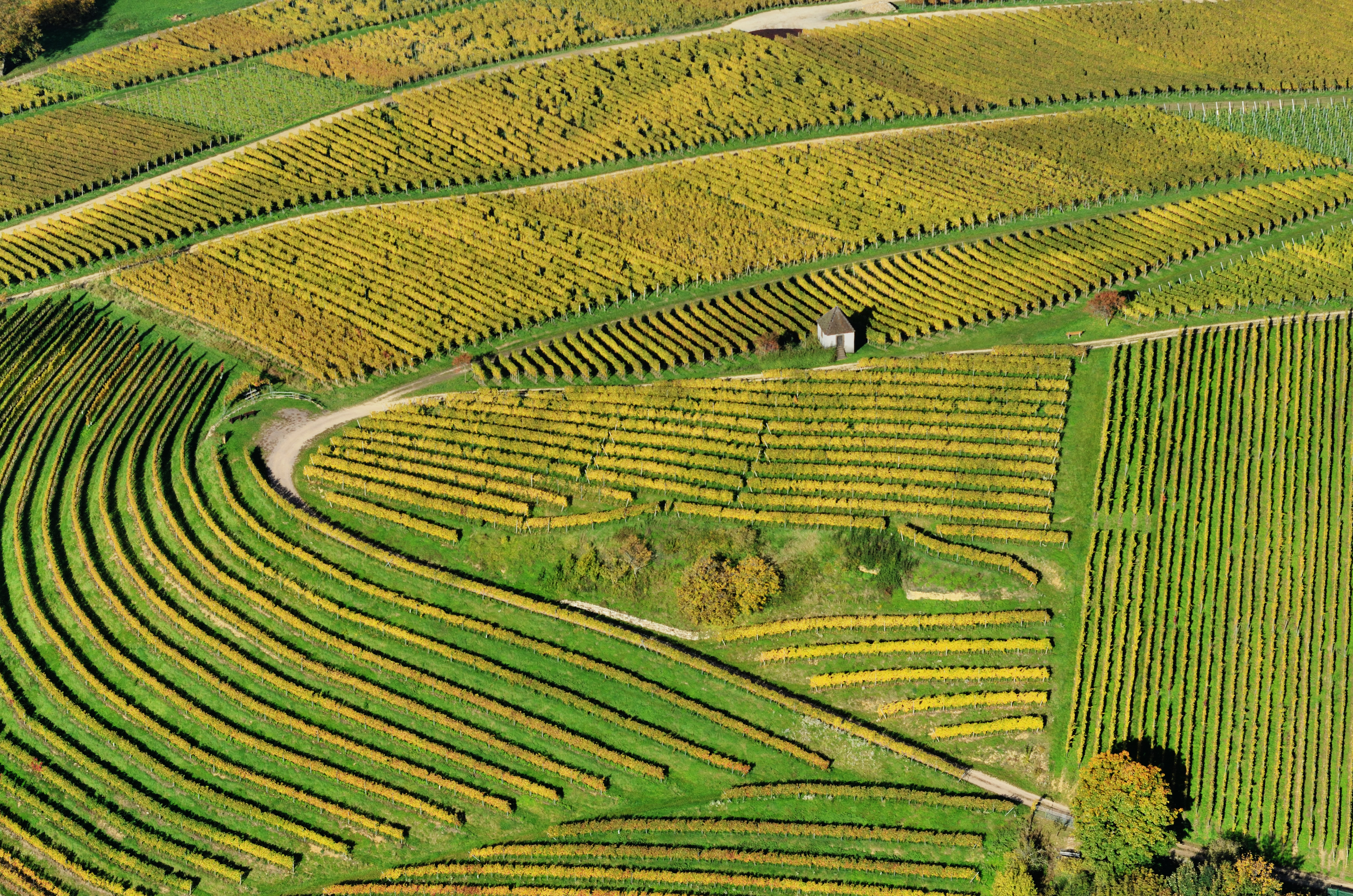
Winnice w Markgräflerland w Badenii-Wirtembergii

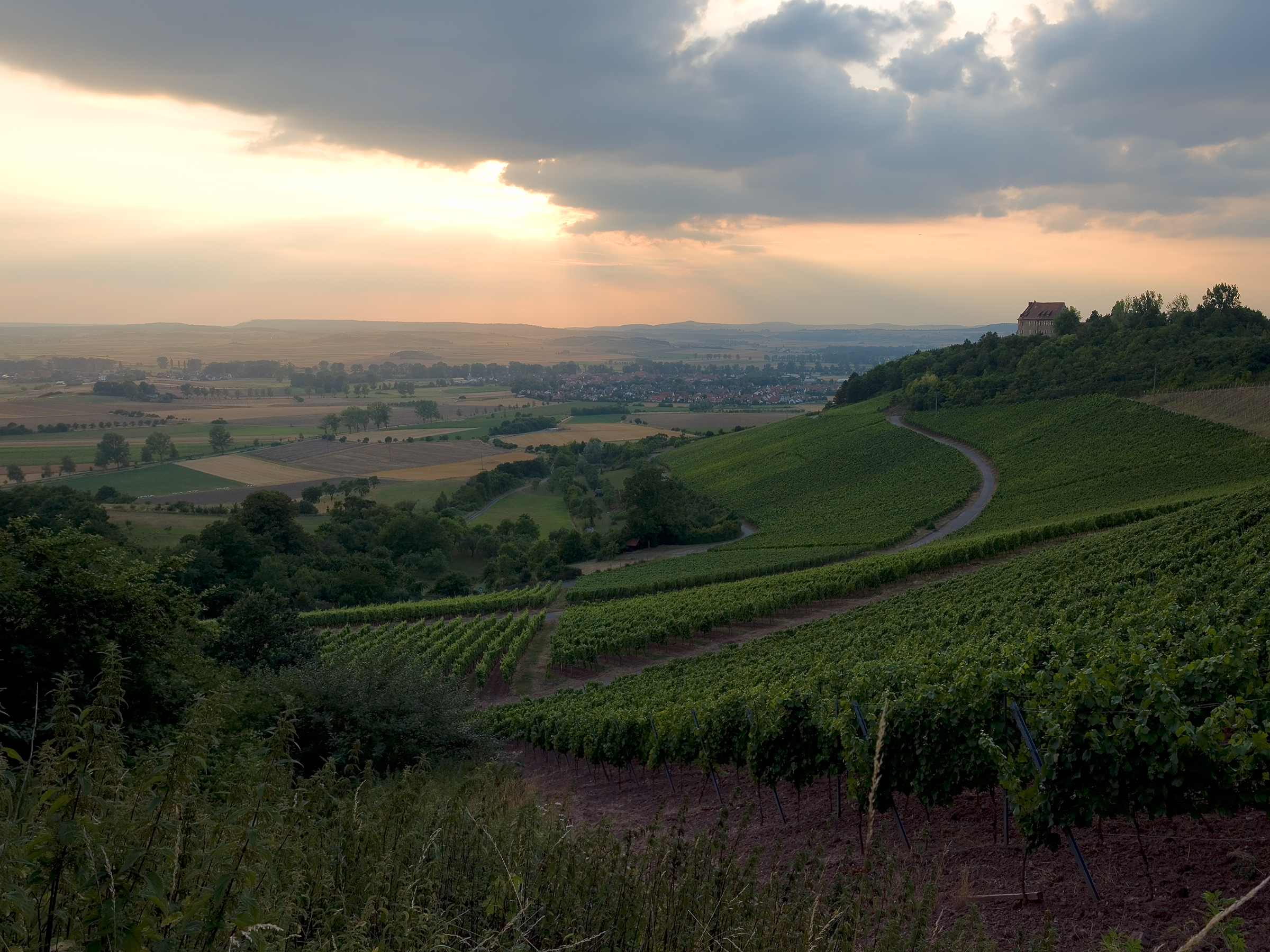
Winnice w Bawarii

Winnica – miejsce, gdzie uprawia się winorośl z przeznaczeniem na wino, rodzynki oraz do bezpośredniej konsumpcji.

## Historia
Przypuszcza się, że w zorganizowanej formie winorośl zaczęto uprawiać na obszarze Kaukazu, a jako podpórki wykorzystywano drzewa. Dzikie gatunki winorośli występowały także w Azji (w Chinach uprawiano ją już w 2000 p.n.e.) i Ameryce Północnej. Liczne nawiązania do winnic znajdują się w źródłach biblijnych. W Starym Testamencie (Rdz 9:20) czytamy, że Noe założył winnice na stokach góry Ararat. Hebrajczycy, gdy Mojżesz wyprowadził ich do Kanaan, żałowali, że nie mają dostępu do egipskich winorośli (Liczb 20:5).
Starożytni Grecy i Rzymianie zakładali winnice na podbijanych przez siebie obszarach w Europie, częściowo po to, by zaopatrzyć w wino własne oddziały. Najbardziej na północ wysuniętym punktem uprawy były Wyspy Brytyjskie. Wiele winnic zostało zniszczonych podczas najazdów m.in. Arabów, Wizygotów i Wandalów. Odrodzenie winnic nastało w epoce średniowiecza, kiedy to przy zakładanych klasztorach urządzano winnice, a mnisi doskonalili techniki uprawy i rozpoczęli selekcję odmian. Szczególnie wysoki poziom osiągnęły cysterskie klasztory w Burgundii i dolinie Renu. Równolegle rozwijały się świeckie winnice w okolicach Bordeaux, dostarczające wina na stoły angielskie.
W epoce wielkich odkryć geograficznych kolonizatorzy założyli pierwsze winnice na podbitych terenach. W 1521 albo 1522 Hernán Cortés zorganizował obsadzanie winoroślą ziem Meksyku i jeszcze w XVI wieku jej uprawę rozpoczęto w Kanadzie i Ameryce Południowej. W 1616 Holendrzy zawieźli winorośl do Afryki Południowej, a w 1788, wraz z Anglikami, pierwsze sadzonki trafiły do Australii.
Pod koniec XIX wieku europejskim winnicom poważny cios zadała plaga filoksery, rodzaju mszycy zawleczonej z Ameryki Północnej. Amerykańskie odmiany winorośli – m.in. winorośl lisia (Vitis labrusca) – były odporne na tego szkodnika, ale wytwarzane z nich wina charakteryzował zwierzęcy, lisi posmak. Rozwiązaniem okazało się szczepienie odmian winorośli właściwej na podkładkach z winorośli amerykańskich, przede wszystkim winorośli lisiej.

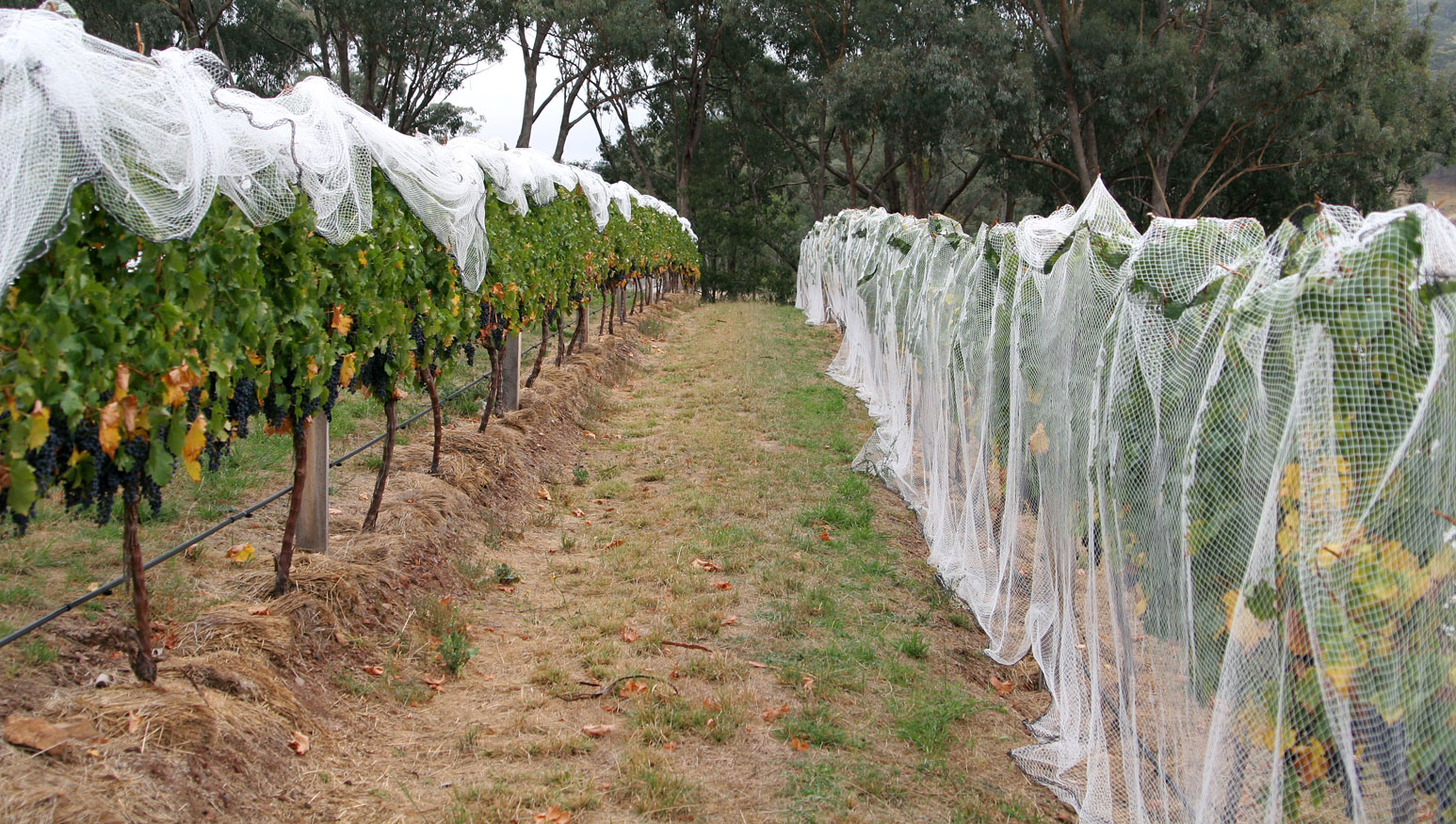
Winnica z siatką chroniącą przed ptakami

W 2006 powierzchnia światowych winnic była szacowana 7,9 mln ha.

## Agronomia
Instytuty uprawy winorośli, powstające w krajach winiarskich, prowadzą badania i systematyzują ich wyniki, co pozwala na optymalizację upraw. Ośrodki naukowe rozpowszechniają wiedzę na temat doboru szczepów do lokalnych warunków, sposobu formowania krzewów, nawożenia, zabezpieczania przed szkodnikami, suszą i mrozem, a także mechanizacji zbiorów i samej produkcji wina. Część producentów zdecydowała się na uprawy ekologicznie zrównoważone (biodynamiczne i organiczne). Rozwój technik oszczędnego nawadniania pozwolił na wprowadzenie upraw winorośli na tereny wcześniej dla nich niedostępne. Stosowanie nowoczesnego nawadniania stabilizuje także plony i zmniejsza wpływ kaprysów pogody.

## Prawo
Przepisy prawne wpływają na kształt winnic. Producenci chcący oznaczać swe wyroby konkretną apelacją są zmuszeni dostosować się do narzuconych przez nią wymogów. Reguły apelacji mogą określać m.in. dozwolone szczepy winorośli (zwykle odwołujące się do tradycji regionu), sposób formowania krzewów, gęstość ich sadzenia, maksymalną wielkość zbiorów (ograniczenie zbiorów sprzyja koncentracji wina), sposób przetwarzania gron itp. Niektórzy producenci świadomie sprzeciwiają się wymaganiom miejscowej apelacji, będąc przekonanymi o wyższej wartości inaczej produkowanych win (znany przykład tzw. supertoskanów, produkowanych z merlota i cabernet sauvignon w regionie Chianti, ale bez prawa do oznaczenia Chianti DOC, które z czasem doczekały się własnej apelacji Bolgheri DOC). Prohibicja w Stanach Zjednoczonych w latach 1920–1933 spowodowała upadek przemysłu winiarskiego. Niektórzy winiarze sprzedawali wytłoczony i podsuszony sok winogronowy w formie brykietów (grape bricks) wraz z porcją drożdży i gotową instrukcją, jak go przefermentować oraz ostrzeżeniem o nielegalności tego procederu. Niski udział gatunków innych niż winorośl właściwa w kalifornijskich uprawach doprowadził do znaczącej pozycji win kalifornijskich we współczesnym krajobrazie winiarskim (90% produkcji)
Unia Europejska, by zwalczyć nadprodukcję wina w Europie sprzyjała, poprzez rekompensaty i dotacje, karczowaniu winnic.
Mało elastyczne prawo pracy (bariery utrudniające zatrudnianie sezonowe) i brak wykwalifikowanej siły roboczej sprzyjały mechanizacji obsługi upraw. Mechanizacja obniża koszty produkcji, przyspiesza zbiory i umożliwia prace także w nocy. Z drugiej strony, mechanizacja obsługi winnic nie jest możliwa wszędzie, ze względu na uwarunkowania kulturowe, charakterystykę niektórych odmian, nieznormalizowane wymiary upraw (np. odległości między rzędami roślin), przepisy prawne, duże rozdrobnienie areału winnic albo ich położenie na zboczach, co utrudnia albo uniemożliwia dostęp maszyn. Zbiór ręczny umożliwia także wstępną selekcję owoców. Szacuje się, że zbiory mechaniczne we Francji są dwu- trzykrotnie tańsze od zbiorów ręcznych

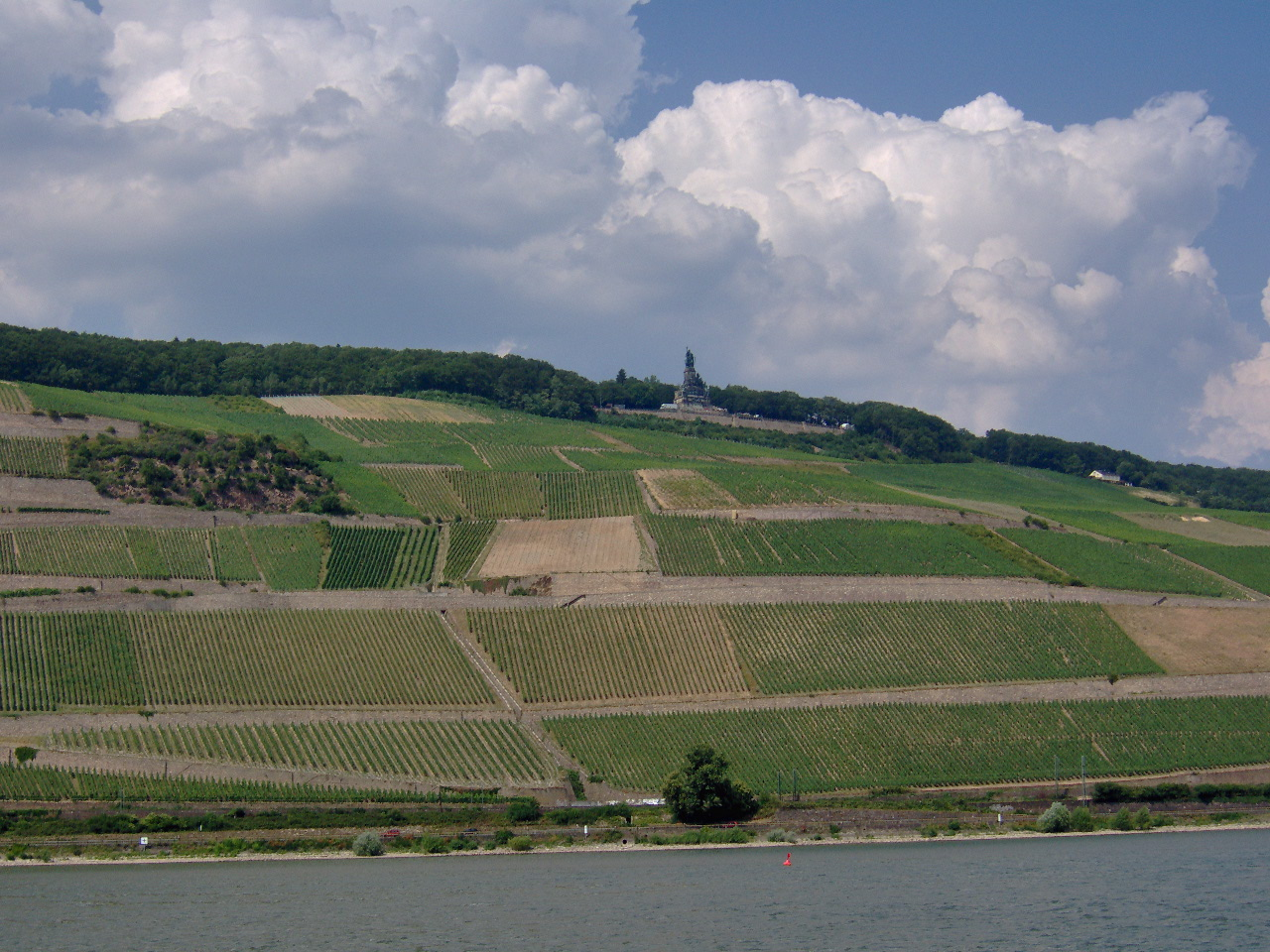
Wiele winnic leży na zboczach, np. nad brzegiem Renu w Niemczech.

## Gusta konsumentów
Zmiany dotyczą także rodzaju uprawianych winogron. Dla przykładu, w Chile zastąpiono tysiące hektarów niskiej jakości winorośli szlachetnymi szczepami, jak cabernet sauvignon czy chardonnay. Zmiany te zwykle są odpowiedzią na zmiany zainteresowań konsumentów, ale są też wywołane ogólną tendencją do zmieniania rodzaju winorośli w winnicy. Z drugiej strony nowoczesne metody szczepienia i rozmnażania roślin, pozwalają na zmianę odmiany w winnicy, wykorzystując istniejące podkładki. Zmiana odmiany winorośli jest możliwa w przeciągu dwóch lat.
Innym przykładem jak wpływano na kształt i rozwój winnic mogą być wydarzenia związane z recenzjami i preferencjami kiperów wina. Swojego czasu, jeden z czołowych kiperów - Robert M. Parker Jr., a właściwie jego preferencje smakowe, doprowadziły do tego, że wielu właścicieli winnic w Bordeaux usuwało całe kiście winogron, by ograniczyć zbiory i podnieść jakość pozostawionych owoców. Także pod wpływem Parkera wielu hodowców kształtuje rośliny tak, by zapewnić gronom bezpośrednie naświetlanie słońcem.

## Terroir

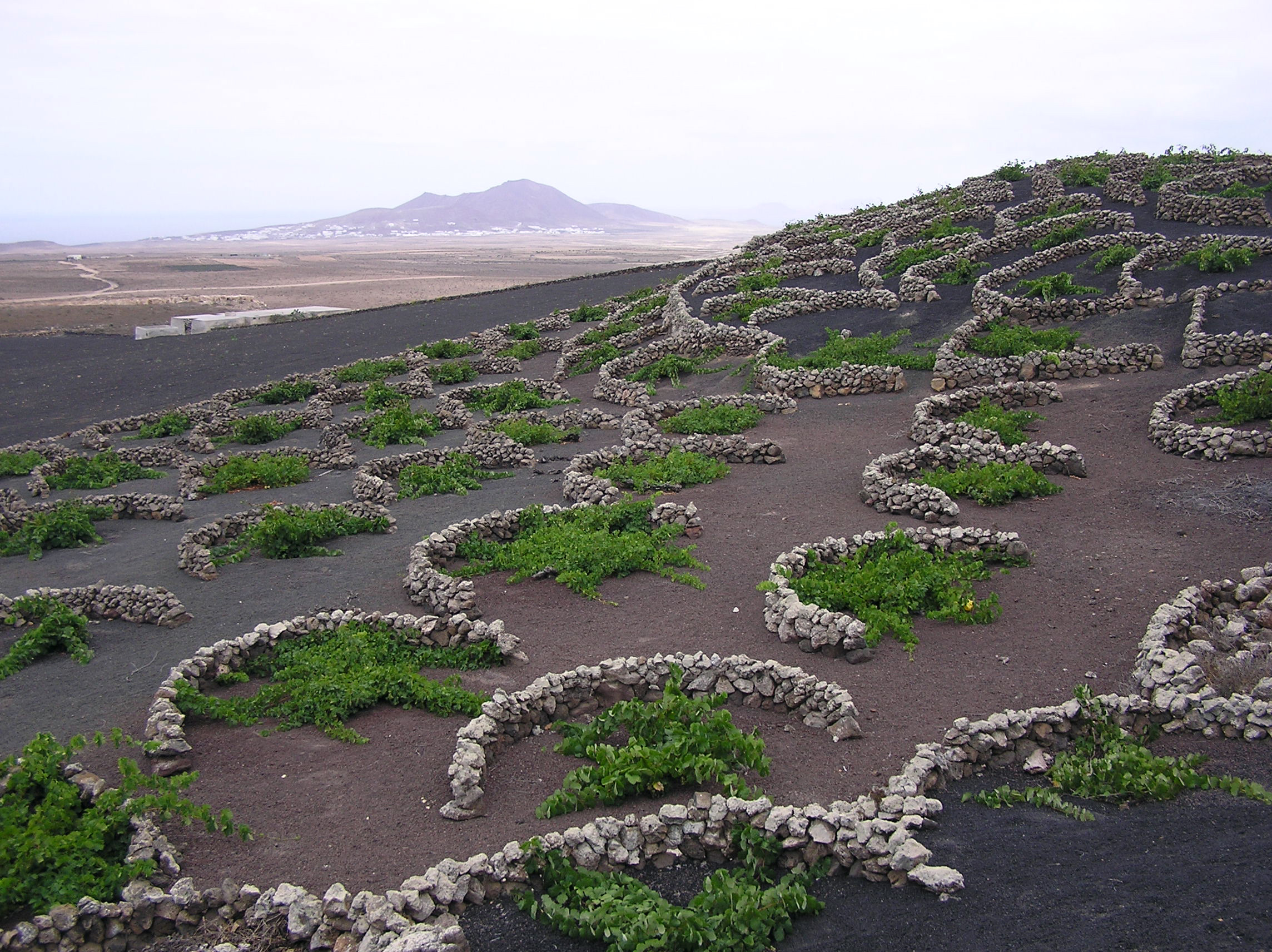
Winnica

Położenie winnic nierozerwalnie wiąże się z pojęciem terroir (z fr.), tłumaczonym w polskiej literaturze jako siedlisko. Odnosi się on do wpływu czynników związanych z geograficzną lokalizacją winnicy na cechy i indywidualność produktu końcowego. Czynniki te to m.in.: gleba, leżąca pod nią skała, wysokość nad poziomem morza, nachylenie terenu, orientacja wobec słońca, ogólnie pojęty mikroklimat (deszcze, wiatry, wilgotność, wahania temperatury itp.). Żadne dwie winnice nie mają dokładnie tego samego terroir, jakkolwiek różnice pomiędzy produktami końcowymi mogą być niewyczuwalne.
Winnice zwykle są lokalizowane na zboczach wzgórz, na glebach, które są zwykle bezużyteczne dla innych roślin. Powiedzenie mówi – im gorsza gleba, tym lepsze wino. Winnice zwykle zakłada się na południowych stokach, by zwiększyć bezpośrednią ekspozycję na promienie słońca. Z tego też powodu dużo winnic znajduje się na całkiem stromych zboczach, na których uprawa innych roślin jest nieekonomiczna.
Idealnym miejscem na winnicę, na półkuli północnej, jest zbocze wzgórza, w suchym klimacie, skierowane na południe. Gleba powinna być przepuszczalna dla wody, by zminimalizować niepotrzebne jej odkładanie w owocach. Same rośliny powinny być mocno przycinane, by skierować energię na owocowanie, a nie tworzenie liści.